# 7 Pułk Piechoty (Imperium Rosyjskie)

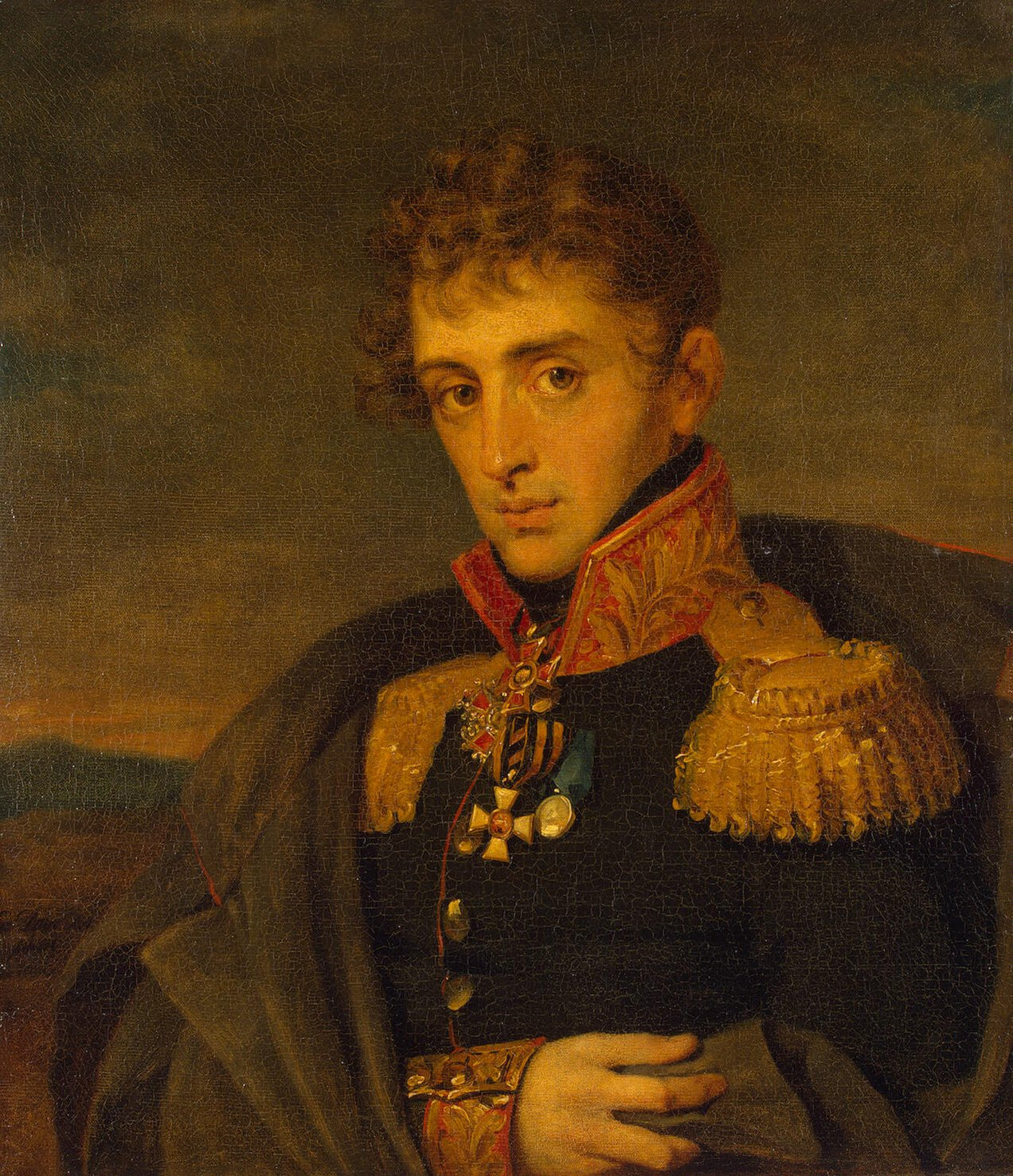
Gen. Aleksander Aleksiejewicz Tuczkow IV - patron 7 Rewelskiego Pułku Piechoty

7 Rewelski Pułk Piechoty Generała Tuczkowa IV (ros. 7-й пехотный Ревельский генерала Тучкова 4-го полк) – pułk piechoty okresu Imperium Rosyjskiego.

## Charakterystyka
Sformowany 1762, rozformowany w 1918.  Stacjonował między innymi w m. Raciąż (1831) i m. Pułtusk .
Nosił nazwy: Rewelski pp (1811–1833), Rewelski pjegr (1833–1856).
Pułk brał udział w działaniach zbrojnych epoki napoleońskiej, a także działaniach zbrojnych okresu I wojny światowej.
Od 1822 roku jego dowódcą był podpułkownik Georg von Maydell.

## Podporządkowanie
Lipiec 1914:
- 23 Korpus Armijny – Warszawa
  - 2 Dywizja Piechoty  – Modlin
    - 2 Brygada Piechoty – Jabłonka
      - 7 Rewelski pułk piechoty – Pułtusk